# 淺藍鑷麗魚
淺藍鑷麗魚（学名：Labidochromis lividus）為輻鰭魚綱鱸形目隆頭魚亞目慈鯛科的其中一種，分布於非洲馬拉威湖Likoma島西部流域，為特有種，棲息深度1-8公尺，體長可達9公分，棲息在岩石底質水域，生活習性不明，可做為觀賞魚。

## 擴展閱讀
維基物種上的相關：淺藍鑷麗魚